# 聖誕神劇
圣诞神剧（德語：Das Weihnachtsoratorium，作品编号BWV 248）是巴赫为独唱（SATB）、合唱及乐队而作的一部神剧，由六部分组成。在1734年圣诞节至1735年主显节间的六次礼拜仪式中，每个部分由圣多马合唱团首演于莱比锡的圣尼古拉教堂和圣多马教堂。庄严的开场和结束合唱、在宣叙调中出自新约的圣诞历史以及分布于整个作品中的圣诞赞美诗、咏叹调和重唱铸就了这部神剧自身的特色。神剧的各个部分由对基督诞生的喜悦串联而成。在音乐形式上，这部神剧与巴赫的其他神剧式的受难曲相近。它是巴赫最受欢迎的宗教声乐作品，也是巴赫最著名的宗教作品之一。如今，这部神剧经常在降临节和圣诞节期间，完整地或部分地被演出。

## 音乐形式

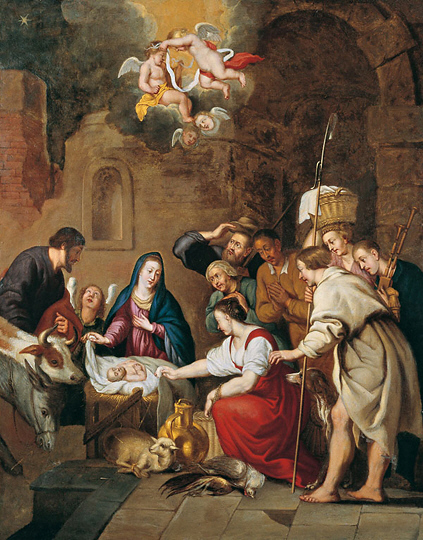
“基督诞生”作者未知，18世纪意大利

就像在他的受难曲（马太受难曲，约翰受难曲）和其他神剧（升天节神剧 BWV 11，复活节神剧 BWV 249）中一样，巴赫在圣诞神剧中同样运用了音乐戲剧的形式，其难点在于诗意且引人深思的唱词。为此，三种不同的唱词类型对应着三种音乐形式。
圣经原文构成了无伴奏宣叙调（在第13号"Und der Engel"中则是有伴奏），咏叙调及民众合唱（Turba-Chor）；教堂圣歌的歌词被巴赫安排在合唱歌词中（在第7号 "Er ist auf Erden"和第38/40号 "Jesu, du mein liebstes Leben"中是与宣叙调独唱结合）；自由诗（Freie Dichtungen ）则出现在伴奏宣叙调、咏叹调和开场合唱中。
为了减少听众与故事情节间的距离感，完整的圣经原文被自由诗和众赞歌分隔开。在圣诞节清唱剧中可以找到以下单独的音乐形式：
- 无伴奏宣叙调：宣叙调构成了整部神剧的龙骨。根据教堂的旧时传统，由男高音扮演布道者演唱宣叙调并阐述圣经文本。巴赫根据圣经文本为无伴奏宣叙调谱曲。这里的无伴奏并非指没有任何伴奏乐器，而是指只有通奏低音部分作为伴奏。有时，圣经中的对话由特定的独唱声部演唱，就如上演戏剧一般。如大希律王的角色在第55曲"Ziehet hin"中由男低音演唱，天使在第13曲（"Fürchtet euch nicht"）中由女高音演唱。为了表现说话的人群，巴赫引入了民众合唱（Turba-Chor）。所有的圣经宣叙调都是巴赫的新作。此外，还有两首与圣经文本无关的较短无伴奏宣叙调，它们的作用在于引入随后的合唱。在第22曲（"So recht, ihr Engel"）中，男低音邀请天使加入随后的赞美合唱；在第63曲（"Was will der Höllen Schrecken nun"）中，就像在歌剧的幕终曲里一样，四位独唱在宣叙调中同时出现，引出结束的大合唱。
- 伴奏宣叙调：由乐器伴奏的宣叙调用于在内容和情感上引入随后的咏叹调。相比之下，在巴赫的其他清唱劇中，是由无伴奏宣叙调来完成这项功能的；但无伴奏宣叙调在本作品中已用于布道者的配乐，所以在这种情况下不宜再次使用。[6]在14首伴奏宣叙调使用的是自由诗而不是圣经文本。对其音域和音乐形式并无规定。因此巴赫在第7曲宣叙调（"Er ist auf Erden"）中，结合了女高合唱和男低的二重唱；第38曲（"Immanuel, o süßes Wort"）和第40曲（"Wohlan, dein Name"）中男低音宣叙调同女高音咏叙调结合；第45曲（"Wo ist der neugeborne König"）中女低音同民众合唱结合。除了第六部分外，其他所有的伴奏宣叙调都是巴赫的新作。

第50曲中的咏叙调

- 民众合唱：民众合唱充当人群的角色。巴赫在他的受难曲和神剧中，第50曲中的咏叙调用民众合唱打断宣叙调的形式来表现圣经文本中出现多人说话的情景。因此在天使合唱（第21曲，"Ehre sei Gott"）、大希律王的号召（第26曲，"Lasset uns nun gehen"）和贤者的问询（第45曲，"Wo ist der neugeborne König"）中，表现出了一种经文歌风格的合唱。[7]与此相反，在表现大祭司时（第50曲，"Und ließ versammeln"），巴赫让布道者演唱了大祭司引用的圣经短文。
- 咏叹调：无论从音乐还是宗教方面而言，咏叹调都构成了整个神剧的核心。它们同样是以自由诗为基础谱曲的。连续的情节被这些静止的内心独白打断。在六部分的每一部分都有两首咏叹调，每首由三部分组成。总共有五首咏叹调（第4、8、19、29、41曲）是纯粹的A-B-A反复形式（有Da capo记号），而有三首咏叹调（第31、52、62曲）是按照A-B-A形式谱写的（无Da capo记号）。A-B-B形式的第39曲（"Flößt, mein Heiland"）和由器乐主导的A-BCA-ABC形式的第57曲（"Nur ein Wink"）同样也是三段式的咏叹调。第15曲（"Frohe Hirten"）是两段式的咏叹调，第47曲（"Erleucht auch meine finstre Sinnen"）通过缩短的Da capo形式构成了长度相同的两段。[8]第29曲（"Herr, dein Mitleid"）是一首二重唱，第51曲（"Ach, wenn wird"）则是三重唱。在所有咏叹调中只有第31曲（"Schließe, mein Herze"），可能也包括第51曲，是巴赫的新作。咏叹调和众赞歌对听众的宗教思想起着尤为重要的作用，它们使听众明白节日传统中这些神圣事件（Heilsgeschehen）的重大意义。[9]独唱在此起到特定的作用：在第二和第三部分中，女高音唱出圣母玛利亚心声的同时，男高音唱出了信徒和教会的声音。
- 咏叙调：作为宣叙调和咏叹调的中间形式，咏叙调类似于伴奏宣叙调，也是由乐器伴奏着演唱的。在圣诞神剧中有两首为男低音而作的咏叙调，它们同女高音合唱（"Jesu, du mein liebstes Leben"）一起组成了二重唱（第38、40曲）。在大祭司的宣叙调（第50曲，"Und ließ versammeln"）中引用圣经原句（太：2，6）时，由无伴奏的行板咏叙调唱出。通奏低音部分不间断的被八分音符和八度跳跃推进，加上布道者歌唱性的旋律导向，一同形成一种庄严的效果。
- 开场合唱（Eingangschor）：圣诞神剧最主要是因其隆重的开场合唱而流行的，开场合唱是作品中除咏叹调外的高潮。丰富的器乐配置和四声部合唱表现了对基督诞生的喜悦。它们是典型的节日音乐，均由三拍子的大调构成。与巴赫的其他清唱劇相反，这里的开场合唱用自由诗作为歌词，而非圣经原文或众赞歌。清唱剧的第二部分由器乐演奏田园曲形式的牧歌导入（第10曲）。在开场作品中只有这一部序曲（第10曲）和第43曲（"Ehre sei dir, Gott, gesungen"）是巴赫的新作。
- 众赞歌：即使听众没有跟着齐唱，众赞歌仍在作品与观众间架起了一座桥梁。[10]众赞歌处于剧情发展之外，提供给听众客观的神圣见证（Heilsaussagen），而咏叹调更注重每个听众的主观体验。[9]除了第64曲外（"Nun seid ihr wohl gerochen"），圣诞神剧中所有其他的众赞歌都是新作。它们以优美的多声部音乐和令人印象深刻的直抒胸臆而见长。[11]众赞歌的数字在两首（第1、5、6部分）和三首（第2、3、4部分）间。巴赫用多种方式处理这些众赞歌。[3]在各部分中，众赞歌被单纯当作圣歌谱曲，并以巴赫惯常的作曲手法（Durchgänge und Wechselnoten，和弦中某个音脱离和弦并逐渐变成不和谐音，然后同样逐渐地重新加入原来和弦或下一和弦的一种手法）为之配上基本相同的乐器声部（Colla parte instrumentiert）。相应的，大多结尾众赞歌表现出与开场合唱一样的节日音乐风格，并与前者一道形成了一个闭合。结尾处的众赞歌与其他的相比具有更丰富的音乐性，同时大多伴有乐器的前奏、间奏和尾奏，第42曲（"Jesu, richte mein Beginnen"）和第64曲还配有乐队重奏。[3]只有第五部分没有这些特殊的配器，仅由简单的众赞歌（第53曲，"Zwar ist solche Herzensstube"）结束。[12]

## 音乐体裁的历史

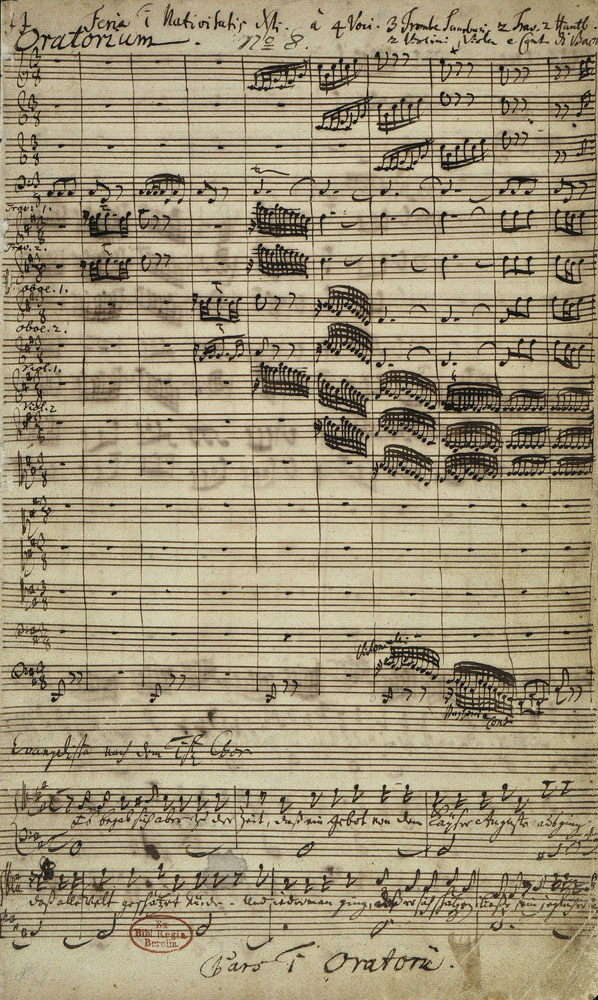
圣诞节清唱剧首页手稿

圣诞神剧的前身是产生于17世纪的圣诞节历史剧。这是一种教堂节日时上演的，以特殊的节庆方式为福音书配乐的宗教音乐。保留至今的有17世纪由罗杰·米歇尔（Rogier Michael），托马斯·塞勒（Thomas Selle）和海因里希·许茨所作的圣诞节历史剧。就如在受难历史剧中一样，配乐的圣经文本在圣诞节历史剧也处于核心地位。通常情况下，在开场和结束的经文音乐构成了整部作品的框架。
在许茨的作品中，圣诞节历史剧一律以F大调谱曲——这是典型的圣诞调性。布道者以宣叙调或咏叙调复述记叙性的经文同时，不同的角色以各自的声音（女高音-天使，男低音-大希律王）、不同的人群（天使，牧羊人，智者以及祭祀）以各自的合唱声部被编排进整部作品中，并配以相应的乐器伴奏。在塞勒的作品中也存在着这种由不同声部组成的“媒介”（Intermedien）。在约翰·谢勒（Johann Schelle）的Actus musicus aus Weyh-Nachten（约1683年）中已有加入教堂诗歌作为插入句的历史。清唱剧最初即是由历史剧中加入自由诗而形成的。
牧歌式的诗歌使得巴赫的圣诞神剧有别于圣诞节历史剧，这些诗歌以咏叹调和教堂歌曲的形式存在于作品中；与神剧式受难曲的共同点也使得巴赫这部作品的印刷剧本上被称为“神剧”。巴赫同时代的作曲家们，如罗勒（Johann Heinrich Rolle），格劳恩（Carl Heinrich Graun）和泰勒曼也写过圣诞神剧。将如此巨大的作品分布到节日的好几日中上演的做法并非由巴赫首创，而是有既存传统的：在圣诞节历史剧中，许茨首先引入了这种做法，随后由谢勒和克里格（Johann Philipp Krieger）在各自的作品中最终确立。巴赫在1705年拜访吕贝克时第一次了解到这种演出方式，当时在吕贝克，大型神剧以布克斯特胡德的晚乐（一种吕贝克特有的教堂音乐活动）的形式，分别在好几天中上演。可以得到证实的是，在18世纪受难和复活节历史剧中，也有将一部作品分别在几次礼拜活动中上演的做法。
巴赫创作这部作品时，正处于对巴赫十分友善的Johann Matthias Gesner校长（Rektor）任期的末尾（1730年9月至1734年10月），也是他主导了圣多马学校最长的一次超期改建。这部作品首演于圣诞第一日（1734年12月25日）和主显节（1735年1月6日）间的六次礼拜仪式中。第1、2、4、6部分在同一日的上、下午于圣尼古拉教堂和圣多马教堂交替上演，第3、5部分只在尼古拉教堂上演。 之后在巴赫的余生中，虽然并非没有可能，但没有文献记载过这部作品的再次上演。
圣桑1858年写过一部圣诞神剧（Oratorio de Noël），李斯特在他的神剧《基督》的第一部分中也涉及到圣诞历史。在20世纪，迪斯特（Hugo Distler，1933）和托马斯（Kurt Thomas，1930/31）在他们的作品中重拾了圣诞神剧的传统。但没有任何一部圣诞神剧可以像巴赫的那么广受欢迎。

## 全曲結構
本曲雖稱作「神劇」，但其實是由六套清唱劇所組成。其中，首三套慣常用於聖誕節首三日；第四套為1月1日（耶穌行割禮之日）；第五套為1月1日後的星期日；最後一套則在代表聖誕期完結的「主顯節」（通常為1月6日或其相應的星期日）。六套清唱劇既可作為一體演出，也可以獨立地演奏，或只是部份地演奏（例如較多的做法是在聖誕節只演奏首三套，用作突顯耶穌降生及牧羊人的讚頌）。

## 录音列表
以下表格提供了本作品部分录音的版本信息。各列可分别排序。